# Dê Cashmere

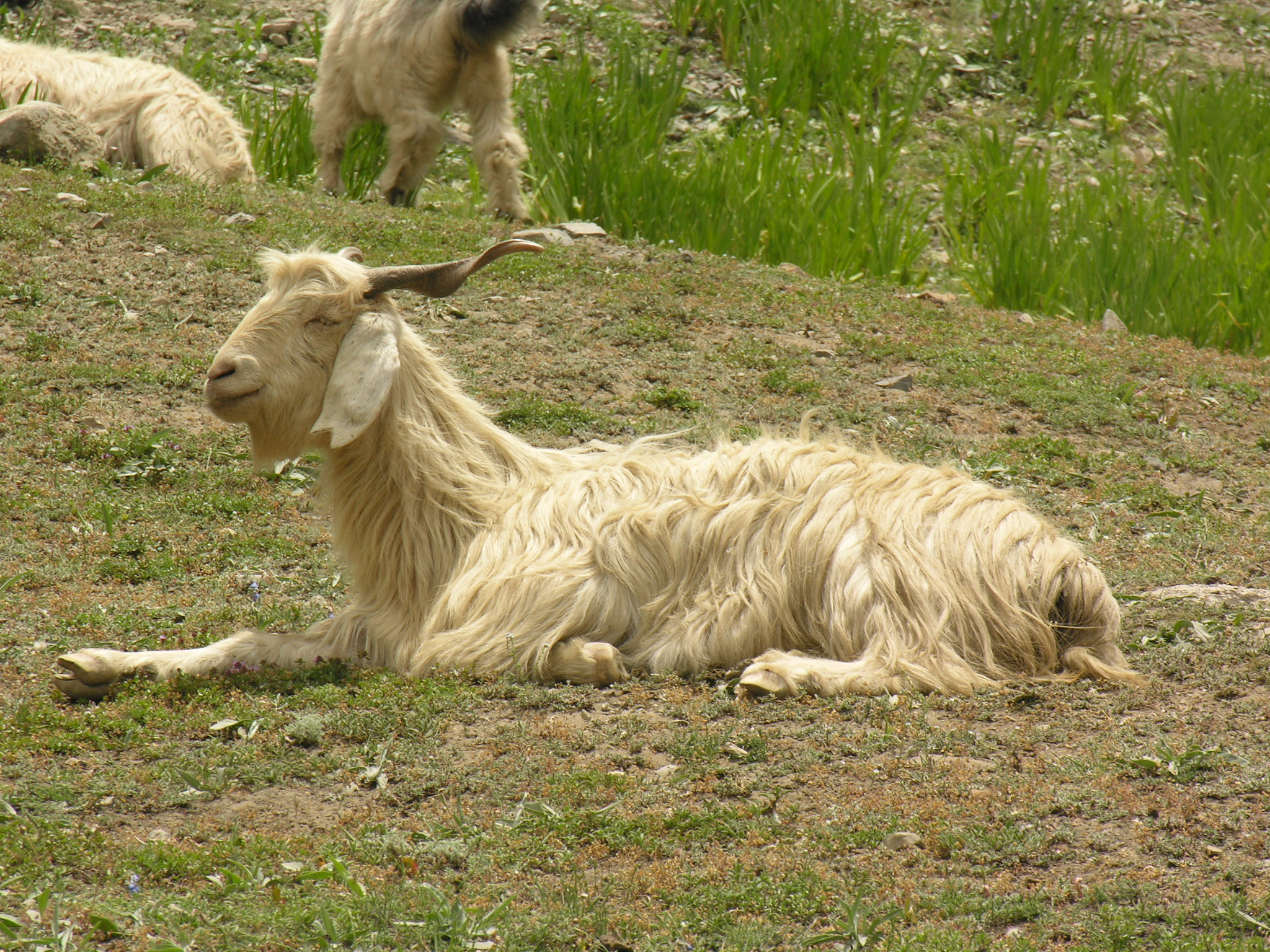
Dê Pashmina hay dê Kasmir thuộc nhóm dê lấy len Cashmere

Dê Cashmere hay dê lấy len Cashmere là bất kỳ giống dê nào cho ra loại len Cashmere là loại len mềm và đắt đỏ được tạo ra từ các giống dê Cashmere. Từ Cashmere hay bị dùng để chỉ chung các loại len siêu mềm, len Cashmere 100% nguyên chất được bắt nguồn từ giống dê Cashmere là những giống dê sống chủ yếu ở vùng cao nguyên châu Á, bao gồm Ấn Độ, Pakistan, Afghanistan và Trung Quốc cùng các giống lai tạo có trên thế giới.
Hầu hết các giống dê thông thường, bao gồm dê lấy sữa, phát triển loại lông hai lớp này. Năm 1994, Trung Quốc có khoảng 123 triệu con dê và là nhà sản xuất len Cashmere lớn nhất. Giống địa phương của nước này chiếm ưu thế. Trong những thập kỷ qua, các chương trình nhân giống đã bắt đầu phát triển các giống có năng suất cao. Những con dê cho ra len Cashmere là dê lấy len cùng với dê Pygora, dê Nigora và dê Angora. Sợi len cashmere có nguồn gốc từ lông thân dê Cashmere, đôi khi cả lông bụng dưới và nách.

## Các giống
Dê Cashmere Úc là các giống dê lấy len có nguồn gốc từ nước Úc, các đàn giống dê Cashmere Úc có nguồn gốc xuất xứ từ phía bắc và phía Tây Úc bắt đầu từ quần thể dê hoang địa phương vào cuối những năm 1970, với những đàn có năng suất cao nhất trung bình 250 gram ở đường kính 15 μm.
Dê Changthangi (Kashmir Pashmina) hay còn gọi là dê Pashmina, Ladakh, Kashmir được tìm thấy ở Ladakh và Baltistan (vùng Kashmir). Chúng được chăn nuôi để lấy len cashmere và được sử dụng làm thức ăn cho gia súc. Giống dê này thường có màu trắng, nhưng các cá thể có màu đen, xám và nâu cũng được ghi nhận. Chúng có sừng xoắn lớn. Dòng máu này sản xuất Cashmere tốt nhất với đường kính trung bình từ 12-13 μm và chiều dài sợi trung bình từ 55-60mm. Rất hiếm hoi và chiếm dưới 0,1% sản lượng cashmere toàn cầu.
Dê Hexi là giống dê có một lịch sử lâu dài trong vùng sa mạc và bán sa mạc của tỉnh Cam Túc, Trung Quốc. Khoảng 60% dê có lông màu trắng. Các con dê Cashmere Hexi có thể được tìm thấy ở các tỉnh Cam Túc, Thanh Hải và Ninh Hạ. Một con dê trưởng thành cho ra 184 gram lông với đường kính 15,7 μm.
Dê Nội Mông hay dê Cashmere Nội Mông là giống dê địa phương kiêm dụng đa mục đích và có lịch sử lâu đời. Nó phù hợp với đồng cỏ sa mạc và bán sa mạc. Giống dê này có thể được chia thành 5 dòng, Alasan (Alashanzuoqi), Arbus, Erlangshan, Hanshan và Wuzhumuqin. Ba chủng đầu tiên sản xuất len có chất lượng cashmere; hai sản phẩm cuối cùng đã được phát triển theo hướng cao sản. Năng suất trung bình khoảng 240 gram, với đường kính trung bình từ 14,3 và 15,8 μm. Chiều dài cashmere là từ 41 đến 47 mm. Năm 1994, dân số dê Nội Mông khoảng 2,3 triệu con dê.
Dê Liêu Ninh có nguồn gốc từ Trung Quốc, việc chăn nuôi động vật đã được lựa chọn trong những năm 1960 ở vùng núi phía đông của tỉnh Liêu Ninh. Đàn gia súc đã được phát triển liên tục từ đó, và được sử dụng để cải thiện đàn Dê Cashmere trên khắp Trung Quốc. Con dê Liêu Ninh được tìm thấy chủ yếu ở vùng Buyun ở bán đảo Liêu Đông. Loài này được Bộ Nông nghiệp Trung Quốc chính thức đặt tên là dê Cashmere Liêu Ninh vào năm 1984. Đến năm 1994, dê Liêu Ninh đã sản xuất được 326 g đường kính 15 μm. Chúng là giống có khả năng leo trèo, độ bền, hình dáng và nhanh thuần thục.
Dê Tây Tạng có ở vùng Tây Tạng, vào năm 1994, có hơn 7 triệu dê Tây Tạng và dê ở vùng cao nguyên Tây Tạng của Cộng hòa Nhân dân Trung Hoa. Năm triệu đầu con ở Khu tự trị Tây Tạng, 1 triệu tại các quận tự trị Tây Tạng ở Tứ Xuyên, nửa triệu con dê ở Thanh Hải và khoảng 100.000 cá thể ở Cam Túc. Cũng có một số lượng nhỏ dê Tây Tạng ở Ấn Độ, Pakistan và Nepal. Các dê cao nguyên Tây Tạng được nuôi giữ để sản xuất. Năm 1994, sản lượng trung bình của dê trưởng thành là 197 g, trong khi sản lượng trung bình của con thuần thục trung bình là 261 g
Dê Wuzhumuqin là giống dê nội địa Mông Cổ này là một giống mới, được công nhận vào năm 1994, và được phân bố chủ yếu ở Xilingele Meng. Sự phát triển của giống bắt đầu vào năm 1980. Đến năm 1994, giống này có 372 con giống hạt nhân và 681 đàn chọn lọc. Dê đực có sừng dày, dài và 85% của hiện là sừng. Khoảng 90% đàn dê có lông màu trắng. Các nhà phát triển của giống tuyên bố lông của chúng là tốt hơn so với dê Liêu Ninh. Sản lượng trung bình của dê Wuzhumuqin vào năm 1994 là 285 g ở đường kính 15,6 μm; chiều dài trung bình xuống là 46 mm. 